# Ténoch Huerta
Ténoch Huerta, właśc. José Tenoch Huerta Mejía (ur. 29 stycznia 1981 w Ecatepec de Morelos) – meksykański aktor filmowy i telewizyjny. Odtwórca roli współtwórcy kartelu z Guadalajary Rafaela Caro Quintero w serialu Narcos: Meksyk i Namora w filmie Czarna Pantera: Wakanda w moim sercu. Wystąpił też m.in. w filmie Dorwać gringo. Laureat oraz czterokrotnie nominowany do meksykańskiej nagrody Ariel.

## Życiorys
Huerta ma pochodzenie rdzenne – jego prababcia ze strony matki pochodziła z grupy etnicznej Nahua, a praprababcia ze strony ojca z Purepeczów. Zadebiutował w roli aktora drugoplanowego w filmie Asi del precipicio (2006). W 2009 roku pojawił się w filmie Cary'ego Joji Fukunagi Ucieczka z piekła w roli Li'l Mago, członka gangu Mara Salvatrucha, przywódcy jego frakcji z Tapachuli. W 2018 roku wcielił się w rolę Rafaela Caro Quintero w serialu Narcos: Meksyk produkcji Netflixa. W 2021 roku zagrał rolę Juana w filmie Noc oczyszczenia: Żegnaj Ameryko u boku swojego kolegi z Narcos: Meksyk, Alejandra Eddy. W 2022 roku podczas prezentacji filmu Black Panther: Wakanda w moim sercu na Comic-Conie w San Diego ujawniono, że Huerta dołączył do obsady, aby zagrać Namora, króla Talokanu, wywodzącego się z jukatańskich Majów. W 2023 roku Tenoch Huerta został obsadzony w roli Juana Preciado w filmowej adaptacji powieści Pedro Páramo w reżyserii Rodriga Prieto. Film oparty na powieści Juana Rulfo miał swoją światową premierę na Międzynarodowym Festiwalu Filmowym w Toronto we wrześniu 2024 roku, zaś w listopadzie tego samego roku na Netflixie.

## Działalność antyrasistowska
Tenoch Huerta jest aktywistą antyrasistowskim, do czego przyczyniły się jego osobiste doświadczenia z rasizmem i systemową dyskryminacją. Huerta współpracował z Poder Prieto, meksykańskim kolektywem dążącym do zmiany społecznego postrzegania osób o ciemnej karnacji. Grupa postawiła sobie za cel m.in. „odzyskanie” terminu prieto (który tradycyjnie był obelgą rasową), poprzez ponowne zdefiniowanie terminu i nadanie mu pozytywnego kontekstu. W 2022 roku Huerta wydał książkę Orgullo Prieto. W tym samym roku Huerta przemawiał na Światowym Forum przeciwko Rasizmowi i Dyskryminacji UNESCO, jego współpraca z tą organizacją trwała jeszcze w 2023 roku. Przemawiał też na spotkaniu zwołanym przez Grupę Roboczą ds. Antyrasizmu Organizacji Narodów Zjednoczonych, zorganizowanego z okazji 75. rocznicy Powszechnej Deklaracji Praw Człowieka .

## Wybrana filmografia
- Podłącz się (Sleep Dealer) (2008) – David Cruz
- Ucieczka z piekła (Sin nombre) (2009) – Lil' Mago
- Piekło (El infierno) (2010) – Diabeł
- Dorwać gringo – Carlos
- Proszę odsunąć się od drzwi (2013) – Ricardo Sr.
- Güeros (2014) – Sombra
- Syn monarchów (2020) – Mendel
- Noc oczyszczenia: Żegnaj Ameryko (2021) – Juan
- Czarna Pantera: Wakanda w moim sercu (2023) – Namor
- Pedro Páramo (2024) – Juan Preciado